# Acanthocreagris caspica
Acanthocreagris caspica är en spindeldjursart som först beskrevs av Beier 1971.  Acanthocreagris caspica ingår i släktet Acanthocreagris och familjen helplåtklokrypare. Inga underarter finns listade i Catalogue of Life.